# マンノウォー系
マンノウォー系（マンノウォーけい、Man o' War Line）とは馬（主にサラブレッド）の父系（サイアーライン）の一つ。

## 概要
1917年にアメリカ合衆国で生まれたマンノウォーを祖としている父系である。
アメリカ三冠馬であるウォーアドミラルなどを出したが、ウォーアドミラルの系統は途絶えている。大きな影響を与えたのはウォーレリックであり、現在はレリック系とインテント系の2つのマンノウォー系統が残っている。
アメリカ合衆国においてインテントの曾孫世代にあたるリローンチが成功し大きな影響を与えた。リローンチの孫世代にあたるティズナウは史上初のブリーダーズカップ・クラシック連覇を達成するなど競走馬として大活躍し、種牡馬入り後も2005年にブリーダーズカップ・ジュヴェナイルフィリーズを制したフォークロアを出している。ヨーロッパでは、インテントの曾孫世代にあたるノウンファクトがウォーニングとマークオブディスティンクションを出し、ウォーニングはディクタットを出すなどヨーロッパで成功を収め、ディクタットも種牡馬入り後G1馬を輩出している。さらにウォーニングは日本に輸入され、産駒のカルストンライトオとサニングデールが短距離GIを制すなど日本でも成功を収めた。
日本においてレリックとインテントを通じない系統は、持込馬の月友が1936年の繁殖入り後に東京優駿優勝馬3頭を含む現在のGI級競走優勝馬を輩出するなど大成功を収め、後継種牡馬を12頭も残しマンノウォー系の発展に大きな影響を与えたものの、月友の父系は途絶えている。しかし母系においては大きな影響力を残した。マンノウォーの孫世代で輸入されたリンボーも天皇賞（春）と宝塚記念に優勝したヒカルタカイなど11頭の後継種牡馬を残したがこちらも途絶えている。

## 流れ
- マンノウォー系
  - レリック系
  - インテント系

## サイアーライン
- Godolphin Arabian 1724
  - Cade 1734
    - Matchem 1748　　　---←マッチェム系へ戻る
      - Conductor 1767
        - Trumpator 1782
          - Sorcerer 1796
            - Comus 1809
              - Humphrey Clinker 1822
                - Melbourne 1834
                  - West Australian 1850
                    - Australian 1858
                      - Spendthrift 1876
                        - Hastings 1893
                          - Fair Play 1905
                            - Man o' War 1917　　　---↓マンノウォー系（改行）

---↓マンノウォー系---
- Man o' War 1917
  - American Flag 1922
    - Flag Pole 1929

  - Crusader 1923
  - Broadside 1924
  - Son o'Battle 1924
  - Annapolis 1926
  - Hard Tack 1926
    - Seabiscuit 1933

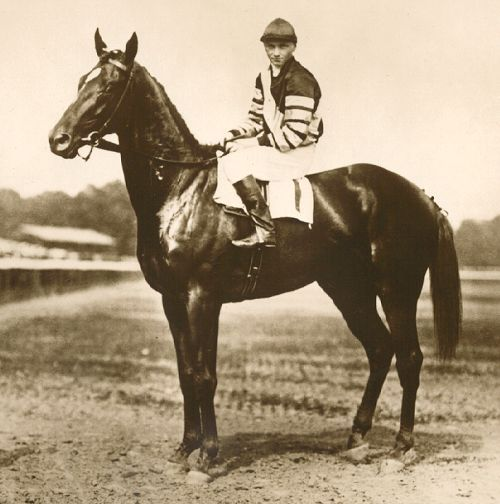
マンノウォー

      - Mediterranean 1942
        - Med Caval 1951
          - Count Caval 1960

  - Boatswain 1929
  - War Hero 1929
  - Identify 1931
  - 月友 1932 → カイソウ 1941
    - キミタカ 1937
    - 崇優 1941
    - センイウ 1942
    - ミハルオー 1945
    - トサホマレ 1947
    - プリムーン 1947
    - シユンオー 1948
    - アサトモ 1949
      - アサヒデ 1955

    - スタツク 1949
      - スタックオー 1954 （アア）
        - ホクセツエース 1965（アア）

    - アサクニ 1950
    - ヤシマアポロ 1951
    - オートキツ 1952
    - タメトモ 1953

  - War Admiral 1934 → Busher 1942、Busanda 1947
    - *ブリッカバック Bric a Bac 1941
      - フジノオー 1959

    - War Jeep 1942
      - Queen's Own 1951

    - Be Sure Now 1943
      - Father John 1955

    - Wee Admiral 1943
      - Henry B. Good 1954

    - Grand Admiral 1944
      - Ace Destroyer 1950
        - Ace Destructor 1957
          - Ace Jr. 1969

    - Mr. Busher 1946
      - Beau Busher 1952
      - Beauguerre 1954
      - Great One 1956
      - Doc Scott J. 1961
        - Sure Fire 1973
          - Sure to Fire 1981

        - Rich Doctor 1977

    - Admiral Drake 1947
      - Amber 1942
      - Goody 1942
        - Obermaat 1954

      - Mistral 1942
        - Le Vent 1948

      - Amour Drake 1946
      - L'Amiral 1947
      - Phil Drake 1952
        - *ディクタドレーク Dicta Drake 1958

    - Great Captain 1949
    - *リンボー Limbo 1949
      - コウライオー 1960
      - ドーナンイチ 1960
      - ローヤルエース 1960
      - ダイハチチカラ 1961（アア）
      - ミユキオーザ 1961（アア）
        - トキノエイユウ 1971（アア）
        - ヒノデライデン 1976（アア）

      - トルテツク 1962（アア）
      - ヒカルタカイ 1964
      - アズテツク 1965
      - タケデンボー 1965
      - グリンジエツト 1966
      - ホウヨウヒカル 1967

    - Parnassus 1950
    - Admiral Vee 1952

  - War Peril 1935
  - War Relic 1938
    - Relic 1945　　　---→レリック系へ
    - Intent 1948　　　---→インテント系へ
    - Battlefield 1948
      - Yorktown 1957
        - Adobe Ed 1968
          - Harper Ed 1975

    - Missile 1954
    - Shooee 1963

  - Warrior Son 1938
  - Fairy Manhurst 1940
    - Fair Elm 1953
      - Terry Tone 1966

  - Free France 1941

- サイアーライン上は全て種牡馬入りした馬。→印は牝馬、セン馬、非種牡馬の代表産駒。